# شید
شید (به صربی: Šid) یک شهرستان در صربستان است که در ناحیه سرم واقع شده‌است. شید ۹۸ متر بالاتر از سطح دریا واقع شده‌است.

## خواهرخوانده
شهر جنوآ خواهرخواندهٔ شید هست.